# İsmail Taviş
İsmail Taviş (* 15. April 1964 in Ankara) ist ein ehemaliger türkischer Fußballspieler und -trainer. Er spielte drei Spielzeiten für Beşiktaş Istanbul. Aufgrund seiner robusten Statur und körperbetonten und kämpferischen Spielweise erhielt er während dieser Zeit den Spitznamen Komando İsmail. Weniger bekannt ist er unter seinem anderen Spitznamen gewesen. Da während seiner Zeit bei Boluspor mit İsmail Gül ein weiterer İsmail im Mannschaftskader existierte und dieser älter war, wurde Taviş fortan als der Küçük İsmail (dt.: Der kleine İsmail) bezeichnet und Gül als Büyük İsmail (dt.: Der große İsmail). Nach seiner Beşiktaş-Zeit spielte er bei Aydınspor und war maßgeblichen an den großen Erfolgen dieses Vereins beteiligt. So ist er der Spieler mit den meisten Erstligaeinsätzen und zweitbester Erstligatorschütze dieses Klubs.

## Spielerkarriere
Die Anfänge Taviş' Fußballkarriere sind nicht dokumentiert. Dokumentiert ist lediglich, dass er in der Saison 1986/87 beim Erstligisten und Aufsteiger Boluspor spielte. Hier fiel er bereits in den ersten Wochen durch seine guten Leistungen auf und wurde im Oktober 1986 türkischer A-Nationalspieler. Zum Saisonende wurde er dann einer der begehrtesten Spieler der Sommertransferperiode 1987. Bereits vor Beginn dieser Transferzeit einigte sich Beşiktaş Istanbul mit Taviş und seinem Verein Boluspor. So unterschrieb Taviş am 16. Juni 1987 bei Beşiktaş und wechselte gegen eine Ablösesumme von 50 Millionen Türkische Lira zu den Istanbulern. Beşiktaş verpflichtete ihn als Verstärkung für die Defensive. So setzte ihn der englische Chefcoach Gordon Milne in der ersten Saison insgesamt 22 Ligaspielen ein. Zur Saison 1988/98 verstärkte Beşiktaş seine Defensive durch die Verpflichtungen der Abwehrspieler Recep Çetin und Şenol Fidan. Dieser Umstand sorgte dafür, dass Taviş in den Kaderplanungen von Milne kaum eine Rolle mehr spielte und die Saison mit lediglich einem Liga und zwei Pokaleinsätzen abschloss. Sein Verein konnte in dieser Spielzeit den Gewinn des Türkischen Fußballpokals, des TSYD-Istanbul-Pokal und des Türkischen Supercup verbuchen. Die Liga beendete Taviş' Mannschaft hinter dem Erzrivalen Fenerbahçe Istanbul mit einem Zehnpunkterückstand als Vizemeister. Taviş' Stellung innerhalb der Mannschaft änderte sich auch in seiner dritten Saison, der Saison 1989/90, nicht. Er schloss die Saison mit drei Liga- und zwei Pokalspielen ab. Mit seinem Verein gelang Taviş die Titelverteidigung im Türkischen Pokal, die erste Titelverteidigung in diesem Wettbewerb, die Titelverteidigung im TSYD-Istanbul-Pokal und der Gewinn der türkischen Meisterschaft.
Zum Sommer 1990 wurde Taviş, der in den letzten zwei Spielzeiten nur ein Reservistendasein fristete und zu kaum Spieleinsätzen kam seitens des Cheftrainers Milne auf die Liste der Spieler gesetzt, die abgegeben werden sollten. So wechselte Taviş zur Saison 1990/91 zum Ligarivalen und Aufsteiger Aydınspor. Bei diesem Klub etablierte er sich auf Anhieb zum Stammspieler und Leistungsträger. Bereits im ersten Spiel der Erstligasaison 1990/91 wurde Taviş Teil eines der denkwürdigsten Spiele der türkischen Vereinsgeschichte. In der Partie vom 1. Spieltag, welches am 26. August 1990 gespielt wurde, gelang Taviş' Mannschaft gegen von Guus Hiddink trainierten Fenerbahçe ein 6:1-Sieg. Durch diesen Sieg avancierte Taviş' Team zur Überraschungsmannschaft der Saison und bescherte Fenerbahçe die höchste Erstliganiederlage der Vereinsgeschichte. Taviş beendete die Saison 28 Ligaeinsätzen und erzielte dabei drei Tore. In der nächsten Saison gelang Taviş mit seiner Mannschaft ein größerer Erfolg, so wurde die Saison auf dem 5. Tabellenplatz beendet. Dadurch avancierte Aydınspor zur Überraschungsmannschaft der Saison und erreichte die beste Erstligaplatzierung der Vereinsgeschichte. Taviş beendete die Saison mit 30 Ligaspielen und war mit seinen sechs erzielten Ligatoren hinter seinem Teamkollegen Nordin Neggazi der zweiterfolgreichste Torschütze seines Teams. In der nächsten Saison verfehlte er mit seinem Klub den Klassenerhalt und stieg dadurch in die 2. Futbol Ligi.
Taviş spielte in der 2. türkischen Liga eine Saison für Aydınspor und wechselte im Sommer 1994 zum Ligarivalen Göztepe Izmir. Auch hier stieg er auf Anhieb zum Leistungsträger auf und spielte über die gesamte Saison mit seiner Mannschaft um die Zweitligameisterschaft. Nachdem sein Verein die Saison als Vizemeister beendet und damit den Aufstieg verfehlt hatte, verließ Taviş diesen Verein und wechselte stattdessen innerhalb der Liga zu Marmarisspor. Nach zwei Saisons für diesen Verein spielte er noch nacheinander für Balıkesirspor und MKE Kırıkkalespor und beendete anschließend seine Karriere.

### Nationalmannschaft
Taviş begann seine Länderspielkarriere 1986 mit einem Einsatz der türkischen Nationalmannschaft. Er wurde vom damaligen Nationaltrainer Coşkun Özarı im Rahmen eines Qualifikationsspiels der EM 1988 gegen die Jugoslawische Nationalmannschaft das erste Mal in den Kader berufen und gab in dieser Begegnung sein Länderspieldebüt. drei Wochen später absolvierte er mit der Partie gegen die Nordirische Nationalmannschaft sein zweites und letztes A-Länderspiel.
1986 und 1987 spielte Taviş vier Mal für die Olympiaauswahl der Türkei.

## Trainerkarriere
Ein Jahr nach seinem Karriereende als Fußballspieler begann Taviş bei Beşiktaş Istanbul als Nachwuchstrainer zu arbeiten und betreute die nächsten zwei Jahre verschiedene Altersstufen.
Zur Saison 2002/03 übernahm er den Viertligisten Yalovaspor als Cheftrainer und arbeitete das erste Mal in dieser Funktion. Diesen Verein führte er zum Saisonende zur Meisterschaft der TFF 3. Lig und damit zum Aufstieg in die TFF 2. Lig. Trotz dieses Erfolges verließ er diesen Verein und übernahm zur nächsten Saison den Ligarivalen Ispartaspor. Diesen Klub erließ er kurz vor Saisonende. Die nachfolgenden Spielzeiten betreute er diverse Dritt- oder Viertligisten.
Im Oktober 2006 wurde er beim Drittligisten Boluspor als neuer Cheftrainer vorgestellt, bei jenem Verein bei dem Taviş sich als Fußballspieler durchsetzen konnte. Bereits vier Wochen später verließ er allerdings diesen Verein wieder.
Später folgten Tätigkeiten als Co-Trainer bei den Vereinen Kahramanmaraşspor und Gaziantepspor.

## Erfolge

### Als Spieler
Mit Beşiktaş Istanbul
- Türkischer Meister: 1989/90
- Türkischer Pokalsieger: 1989/90, 1990/91
- Präsidenten-Pokalsieger: 1988/89
- TSYD-Istanbul-Pokalsieger: 1988, 1989, 1990

Mit Aydınspor
- Tabellenfünfter der Süper Lig: 1991/92

### Als Trainer
Mit Yalovaspor
- Meister der TFF 3. Lig und Aufstieg in die TFF 2. Lig: 1989/90